# Ameba
Ameba (на японски: アメーバ) e популярна японска онлайн социална мрежа и интернет блог. Тя е иградена на принципа на японската социална мрежа Mixi. Извън Япония, Ameba е по-известен като място, където блогове имат повечето японски музиканти, актьори, модели и политици.
Според различни проучвания, Ameba е най-големият онлайн блог в Япония. През 2009 г. общият брой на потребителите достига 5.0 милиона души. До ноември същата година, активни блогове средно за месец, имат повече от 115 милиона души. Повечето потребители на Ameba са жени (около 70 %), което се дължи главно на блоговете в този сайт, много музиканти и актьори, но според някои оценки полова разлика между потребителите на сайта е 5:05.